# Сверхвысокочастотный диод
Сверхвысокочастотный диод — полупроводниковый диод, предназначенный для работы в диапазоне СВЧ.

## Классификация
Диоды СВЧ подразделяют на:
- смесительные (например, 2А101 — 2А109);
- детекторные (например, 2А201 — 2А203);
- параметрические (например, 1А401 — 1А408);
- переключательные и ограничительные (например, 2А503 — 2А524);
- умножительные и настроечные (например, 2А601 — 2А613);
- генераторные (например, 3А703, 3А705).

В зависимости от внутреннего строения диода и используемых в нём физических эффектов диоды СВЧ различных типов подразделяются на большое число подтипов. Часто диоды одного подтипа могут использоваться в функциональных узлах различного назначения. Например, в некоторых случаях диоды СВЧ умножительные могут применяться в смесителях и т. д. Наиболее известны и распространены следующие виды диодов СВЧ:
- лавинно-пролётные диоды (диоды Рида, диоды Мисавы, диоды Тагера и т. д.);
- p-i-n диоды;
- диоды Ганна;
- точечно-контактные диоды;
- диоды с переходом («барьером») Шоттки или Мотта.

Диод со структурой p-i-n содержит между двумя сильно легированными областями высокой проводимости n+ и p+ активную базовую i-область (от англ. intrinsic — собственный) с низкой (близкой к собственной проводимости полупроводникового материала) проводимостью и большим временем жизни носителей заряда, то есть p-i-n-переход. Это позволяет снизить ёмкость перехода и повысить частоту работы элемента. Проводимость диода зависит от длины волны, интенсивности и частоты модуляции падающего излучения. Обедненный слой существует почти во всей области собственной электропроводности, которая имеет постоянную ширину даже при обратном включении. Область собственной электропроводности может быть расширена с помощью увеличения зоны рекомбинирования электронов и дырок. Этим обуславливается применение p-i-n-диодов в фотодетекторах.